# Џеферсон Хајтс (Њујорк)
Џеферсон Хајтс (енгл. Jefferson Heights) насељено је место без административног статуса у америчкој савезној држави Њујорк.

## Демографија
По попису из 2010. године број становника је 1.094, што је 10 (-0,9%) становника мање него 2000. године.
| Група             | 2000.         | 2010.       |
| Белци             | 1.048 (94,9%) | 972 (88,8%) |
| Афроамериканци    | 25 (2,3%)     | 39 (3,6%)   |
| Азијати           | 14 (1,3%)     | 7 (0,6%)    |
| Хиспаноамериканци | 11 (1,0%)     | 53 (4,8%)   |
| Укупно            | 1.104         | 1.094       |